# Gare de Aïn Naâdja
La gare de Aïn Naâdja est une gare ferroviaire algérienne située sur le territoire de la commune du Gué de Constantine, dans la wilaya d'Alger.

## Situation ferroviaire
La gare est située sur la ligne d'Alger à Oran, entre les gares du Gué de Constantine et de Baba Ali.
| \| Alger Aïn Naâdja Aéroport d'Alger Zéralda Birtouta Réghaïa \| Localisation de la gare de Aïn Naâdja dans la wilaya d'Alger. |
| Alger Aïn Naâdja Aéroport d'Alger Zéralda Birtouta Réghaïa                                                                     |

## Service des voyageurs

### Desserte
La gare de Aïn Naâdja est desservie par les trains du réseau ferré de la banlieue d'Alger assurant les liaisons Alger - El Affroun et Alger (gare de l'Agha) - Zéralda.

## Projets

### Ligne 1 du métro d'Alger
À l'horizon 2023, la gare de Aïn Naâdja sera desservie par la Ligne 1 du métro d'Alger sur le prolongement reliant le quartier de Aïn Naâdja à Baraki